# Chajim Oron
Chajim Oron (hebrejsky: חיים אורון, též Chajim Džumas Oron, חיים ג'ומס אורון) je izraelský politik a bývalý poslanec Knesetu za stranu Nové hnutí-Merec.

## Biografie
Narodil se 26. března 1940 v Tel Avivu. Bydlí ve vesnici Lahav. Je ženatý, má čtyři děti. Sloužil v izraelské armádě, kde působil u jednotek nachal. Hovoří hebrejsky a anglicky.

## Politická dráha
Pracoval ve vedení mládežnické organizace ha-Šomer ha-ca'ir. V letech 1968–1971 a 1984–1988 byl tajemníkem hnutí ha-Kibuc ha-arci sdružujícího kibucy napojené na ha-Šomer ha-ca'ir. Je jedním ze zakladatelů hnutí Mír nyní. V letech 1994–1995 byl pokladníkem odborové centrály Histadrut.
Do Knesetu nastoupil už po volbách roku 1988, ve kterých kandidoval za stranu Mapam. V letech 1988–1992 v parlamentu působil jako člen finančního výboru a výboru pro státní kontrolu. Mandát obhájil ve volbách roku 1992, nyní již za stranu Nové hnutí-Merec, tehdy nazývanou Merec. Byl pak předsedou etického výboru parlamentu a členem výboru House committee, výboru finančního a výboru pro státní kontrolu. Byl opětovně zvolen ve volbách roku 1996 a v následujícím funkčním období zasedal ve výboru House Committee a ve finančním výboru.
Uspěl i ve volbách roku 1999. Mandátu se ale vzdal předčasně v únoru 2000.
Ve volbách roku 2003 byl znovu zvolen. Usedl potom do finančního výboru a do etického výboru. V Knesetu usedl rovněž po volbách roku 2006. Zastával pak post člena finančního výboru, etického výboru a výboru pro vnitřní záležitosti a životní prostředí. Předsedal podvýboru pro obětí nacistického teroru a podvýboru pro ochranu měst sousedících z Gazou. Po volbách roku 2009 drží v parlamentu funkci člena finančního výboru, výboru pro zahraniční záležitosti a obranu a výboru House Committee. Je předsedou podvýboru pro formulaci etických pravidel pro členy Knesetu.
V letech 1996–1999 byl předsedou parlamentního klubu poslanců Merec. V letech 1999–2000 byl Ministrem zemědělství Izraele.